# Démocrates anglais
Le Parti des démocrates anglais (English Democrats en anglais) est un parti indépendantiste anglais créé en 2002 par Robin Tilbrook. Le parti revendique 2 500 adhérents.